# Rhinoptilus chalcopterus
Il corrione alibronzate (Rhinoptilus chalcopterus, Temminck 1824) è un uccello della famiglia Glareolidae.

## Sistematica
Rhinoptilus chalcopterus ha due sottospecie:
- R. chalcopterus albofasciatus
- R. chalcopterus chalcopterus

## Distribuzione e habitat
Questo corrione vive in Africa, dalla Mauritania a ovest, al Sudan a est, e a sud fino al Sudafrica. È saltuario in Yemen, Togo, Gabon e nella Repubblica Democratica del Congo.